# 日本—朝鲜关系
日朝关系（日语：／）或朝日关系（朝鲜语：／）是指日本国与朝鲜民主主义人民共和国（日本称北朝鲜）兩國之間的關係。目前日本与朝鲜民主主义人民共和国没有建立外交关系并且在很多领域存在着分歧，同時，日本也是少数不承认北朝鲜主权国家地位的国家。

## 历史
1948年8月15日，大韩民国成立。1948年9月9日，朝鲜民主主义人民共和国成立。日本则只承认大韩民国政府为朝鲜半岛唯一合法政府。在朝鲜宣布建国后的最初几年，平壤与东京之间的关系大多是敌对的。
1949-1950年间，朝鲜领导人强烈谴责日本与李承晚政府之间的经济和政治谈判。1955年2月，朝鲜外相南日发表声明，呼吁与日本进行经济和文化合作。
从1955年到1964年，日朝经济关系逐渐扩大，部分原因是平壤试图通过对东京采取合作态度来防止日朝关系缓和，此外还有部分原因是朝鲜试图减少对苏联的经济依赖。
1955年，朝鲜协助成立了旅日朝鲜人总联合会（也称“朝联”，朝鲜语为 "총련"）。该联合会是在日朝鲜族人认同朝鲜的宣传组织，也是朝鲜在日本的实际大使馆。
1959年红十字会协议签订后，朝鲜居民自愿从日本返回朝鲜的工作进展虽然缓慢但变得顺利。
到1960年底，约60万朝鲜居民中已有近5万人搭乘苏联包租的船只抵达朝鲜。1960年10月，遣返计划又延长了一年，以满足仍希望遣返的约60000人的需要。
1965年，日本和大韓民國政府簽署《日韩基本条约》，當中只承認大韓民國為朝鮮半島唯一合法政府，朝鲜政府對其予以尖锐批评。在首相佐藤荣作的领导时期，日朝关系出现恶化。
1971年至1972年间，中日关系的缓和促使日本企业扩大了与朝鲜的经济合作。在田中角荣首相的领导时期，日本政府对朝鲜和韩国采取了等距离政策，并在文世光事件中拒绝站在首尔一边反对平壤。尽管如此，日本政府仍然没有与朝鲜建立外交关系。在三木武夫及其继任者的领导下，日本重新采取了明显有利于韩国而非朝鲜的政策。
1983年，福田武夫缔结了中日和平友好条约以及中曾根康弘访问韩国后，朝鲜领导层感到越来越被孤立。在日韩合作和日朝摩擦时期，平壤经常通过提出独岛主权争议问题来表达不满。
直到20世纪80年代末，朝鲜对日政策的主要目的是尽量减少日本与韩国之间的合作，阻止日本重新军备，同时争取与日本建立更密切的外交和商业关系。这项政策的关键是在日本国内培养对朝鲜的支持，尤其是在支持日本共产党和社会主义政党的日本人以及在日本的朝鲜居民中。
20世纪80年代末，日朝关系变得更加对立。两国政府没有保持外交关系，也没有实质性接触。不过，反对党日本社会党与朝鲜政权关系融洽。日本只允许通过非官方渠道与朝鲜进行贸易，据说在20世纪80年代，每年的贸易额超过2亿美元。而造成日朝关系紧张的问题包括朝鲜媒体对日本的攻击、日本因朝鲜在20世纪80年代对韩国实施恐怖主义行为而对其实施的经济制裁，以及朝鲜欠日本企业约5000 万美元的未偿债务。
截至2017年，在朝鲜两次向日本海域试射具有核能力的弹道导弹后，日朝关系处于历史最低点。
2024年1月，朝鲜最高领导人金正恩向日本首相岸田文雄发出电报，对2024年日本能登半岛地震的遇难者表示哀悼，并祝愿日本人民早日康复。这是金正恩首次在自然灾害发生后致电慰问，也是他首次向岸田发出电报。

## 分歧

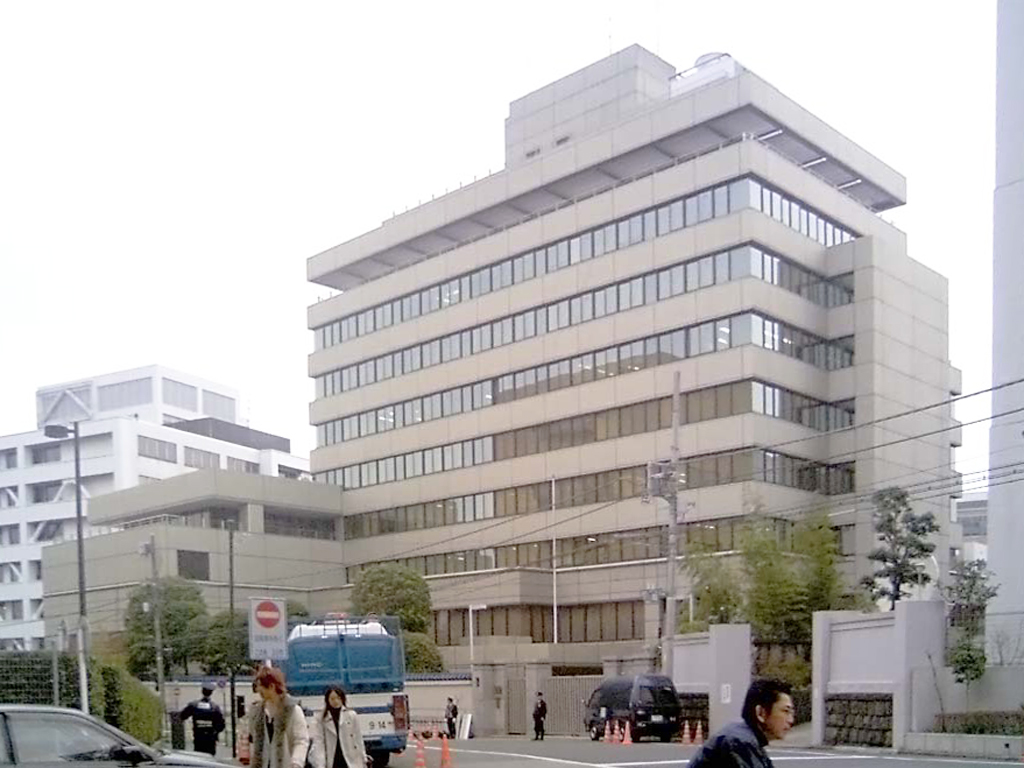
在日本朝鲜人总联合会總部

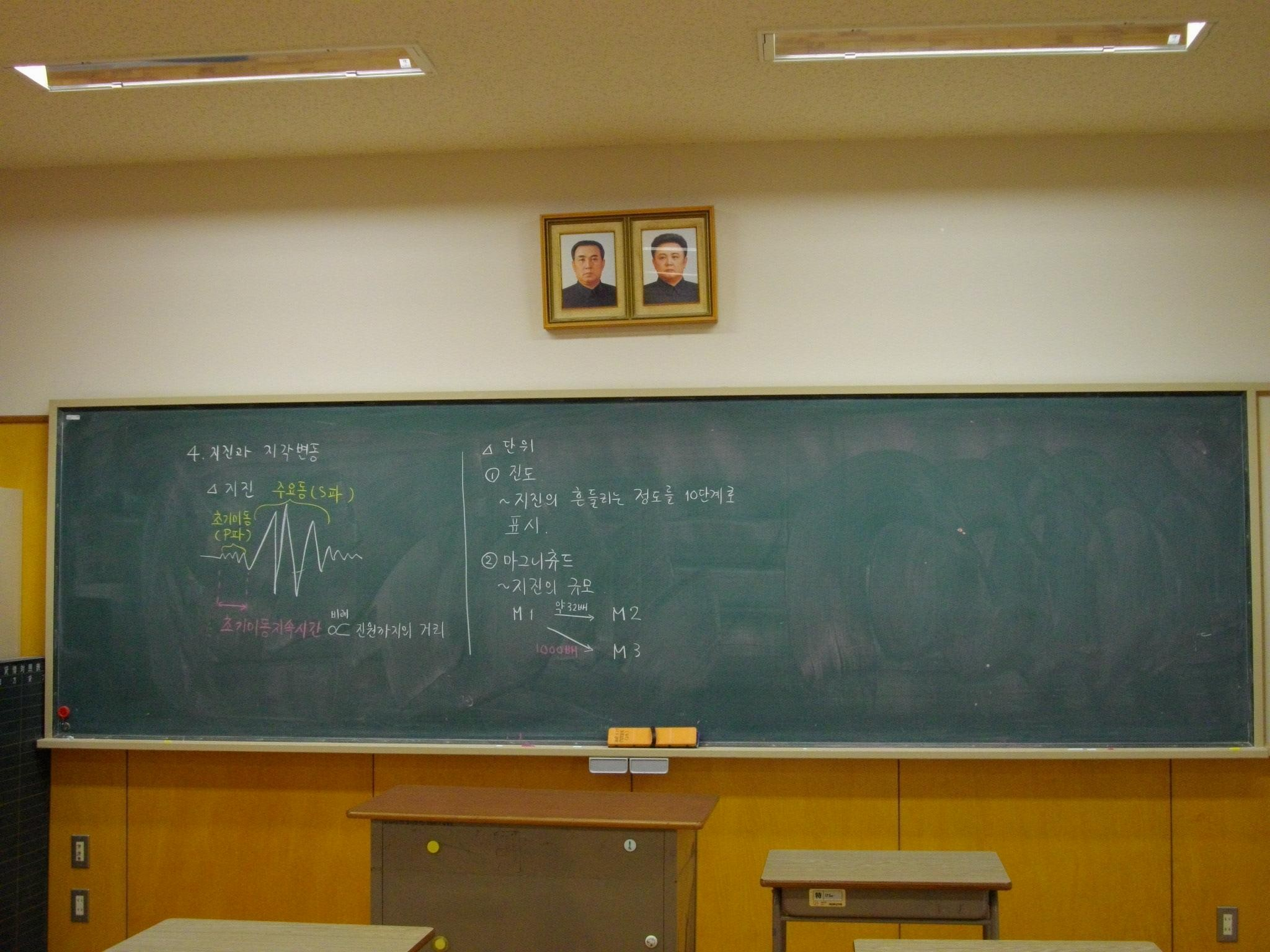
东京“朝总联”下属的文化普及机构教室

1977年到1988年间，朝鲜民主主义人民共和国的特工多次在日本以及欧洲绑架日本人，2002年9月17日，在朝鮮平壤举行的日朝首脑会谈中，朝鲜劳动党总书记金正日首次承认了過往一直予以否定的绑架日本人事件，并且为此道歉，同時保证防止再次出现此类事件。日本政府已经正式认定了与此绑架事件相关的17名受害者。2002年9月19日傍晚，小泉纯一郎政府正式向被害者家属宣布了8个死亡者名单。日朝会议时，朝鲜政府解释，这8个人的死因为“病死”、“灾害死”。此外，还有一些虽然没有被证实是因此事件而失踪，但是十分有可能同样遭到绑架的个案。
1998年，朝鲜从舞水端里卫星发射场发射弹道导弹飞越日本上空，落在太平洋上，引起日本极大震动。当时，朝鲜和美国正在纽约就朝鲜核计划的未来发展进行谈判，因此这次试射被视为一种政治反抗行为。
从2000年至今，朝鲜先后进行了2006年导弹试验、2006年核试验、2009年光明星2号发射行动、2009年核试验、2012年光明星3号1号机发射行动、2012年光明星3号2号机发射行动、2013年核试验，引起日本强烈不满。同时，日本也多次因为对第二次世界大战的言论以及靖国神社参拜问题引起朝鲜民主主义人民共和国政府的强烈不满。
两国于2007年9月举行了双边会谈，并于2008年6月恢复会谈。
自2016年2月起，日本对朝鲜进行制裁，日本拒绝朝鲜公民入境或过境日本。
2024年3月26日，朝鲜劳动党中央委员会副部长金与正表示朝方将“全面回避和拒绝同日方的任何接触和交涉”。
日本与朝鲜民主主义人民共和国至今没有建立外交關係。朝鲜民主主义人民共和国也是唯一未与日本建交的联合国成员国。在東京的在日本朝鲜人总联合会則作為實質大使館的功能處理雙邊人員往來事務。此外，兩國在歷史問題上也長期對立。朝鮮當局自建國以來不斷在教育及社會各層面醜化日本的形象、製造反日情緒。日本民間也大多對朝鮮沒有好感。

## 正常化谈判

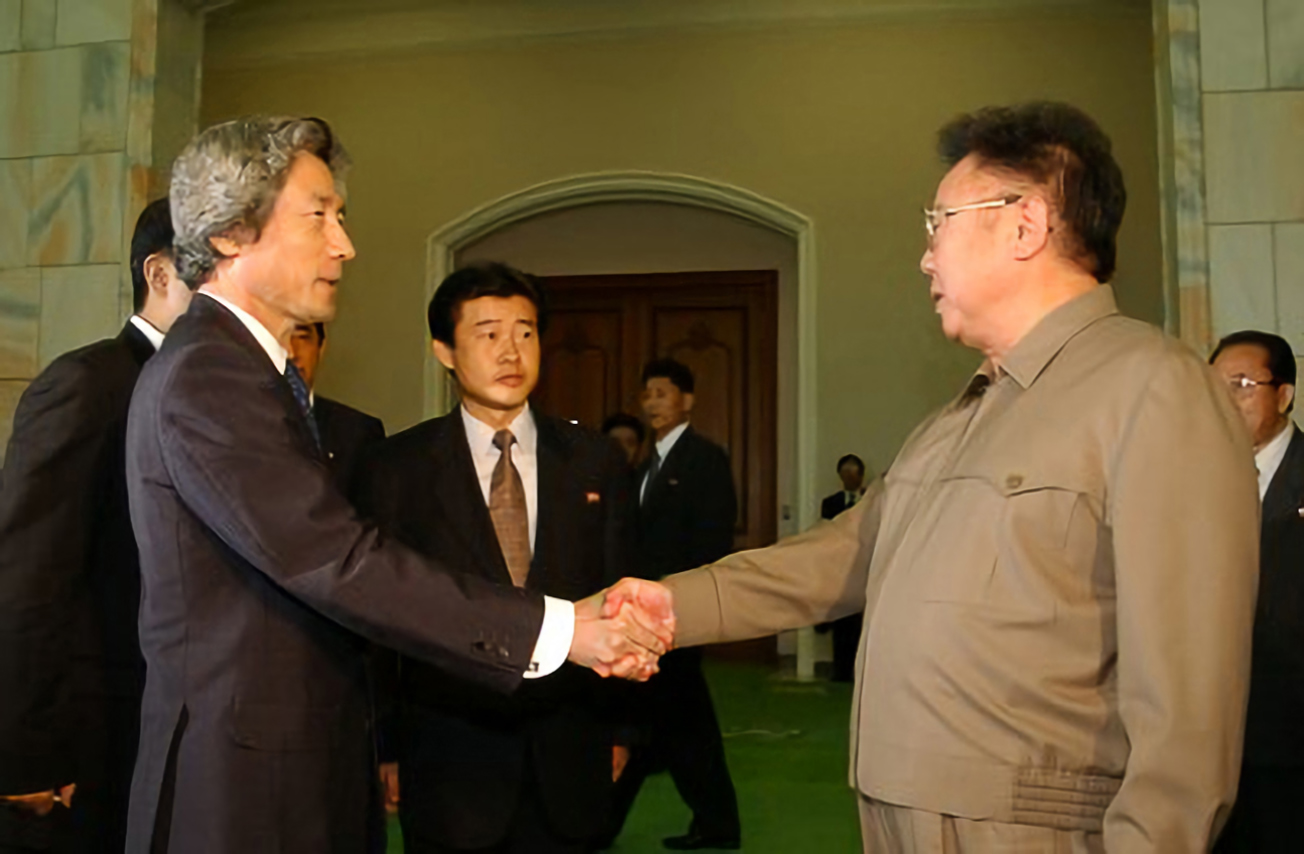
2002年，日本第87-89代首相小泉纯一郎前往平壤与最高领导人金正日见面，展开第一次朝日首脑会谈

20世纪90年代初，日本与朝鲜进行了长期谈判，旨在建立外交关系，同时维持与首尔的关系。
1990年9月，由自民党前副首相金丸信率领的日本政治代表团访问了朝鲜。金丸信与朝鲜领导人金日成进行了私下会晤后，于9月28日发表了一份联合声明，呼吁日本就其殖民统治时期向朝鲜道歉并作出赔偿。日本和朝鲜同意开始旨在建立外交关系的会谈。
1991年1月，日本开始与平壤进行正常化谈判，并就其1910—1945年对朝鲜半岛的殖民统治正式道歉。东京支持北朝鲜和韩国同时加入联合国的提议，这为谈判提供了帮助；但事实证明，对北朝鲜核设施进行国际检查以及日本赔偿的性质和数额等问题更难谈判。
在与中国和俄罗斯的关系模式发生变化的同时，朝鲜也开始着手改善与日本的紧张关系。平壤的主要动机似乎是为了摆脱外交和经济孤立，因为外交和经济的被孤立已经造成了食品、能源和硬通货的严重短缺。与日本关系正常化还可能使朝鲜获得日本殖民统治时期（1910-1945年）的货币补偿，这是日本与韩国关系正常化时开创的先例。
第一轮关系正常化会谈于1991年1月30-31日举行，但很快因赔偿问题破裂。平壤要求日本赔偿殖民统治时期的损失以及二战后的 “痛苦和损失”。然而，日本坚持要求朝鲜首先解决与韩国在双边核检查问题上的分歧。其他争议点还包括北朝鲜拒绝提供20世纪60年代随韩国配偶一起移居北朝鲜的日本公民的信息，以及二战期间被苏联俘虏并送往北朝鲜的日本士兵的问题。
2024年的年初，日本和朝鲜之间的国际关系发生了重大发展。两国都表示愿意进行高级别会谈，此举标志着两国已经摆脱了数十年的敌对状态和极少的外交接触。预计会谈将重点讨论一些关键问题，例如被朝鲜绑架的日本国民的遣返问题以及减轻对平壤制裁的可能性等，这表明两国都希望改变两国关系的现状。
日本首相岸田文雄表示有意与金正恩举行峰会，强调日本希望解决长期以来一直存在争议的绑架问题。这一举措反映了改善双边关系、缓和地区紧张局势方面更广泛的战略利益。朝鲜方面，金正恩的妹妹金与正也对朝日关系的未来表示了积极的展望，暗示有可能举行历史性会晤，从而预示着两国外交接触的新纪元。

## 六方会谈
2007年2月13日，六方会谈达成一项协议，朝鲜同意关闭宁边核设施，以换取燃料援助以及与美国和日本关系正常化的步骤。